# Крестовое (озеро, Лоухский район)
Крестовое — пресноводное озеро на территории Амбарнского сельского поселения Лоухского района Республики Карелии.

## Общие сведения
Площадь озера — 1,4 км². Располагается на высоте 74,8 метров над уровнем моря.
Форма озера лопастная, продолговатая: оно почти на шесть километров вытянуто с юго-запада на северо-восток. Берега изрезанные, каменисто-песчаные, преимущественно возвышенные.
В юго-западную оконечность Крестового озера впадает протока, вытекающая из Вокшозера. Из восточного залива Крестового озера вытекает протока, впадающая в Амбарное озеро, которое, в свою очередь, соединяется протокой с рекой Пуломой, впадающей в Энгозеро. Воды Энгозера через реки Калгу и Воньгу попадают в Белое море.
В озере расположено не менее двух безымянных островов различной площади.
К западу от озера проходит просёлочная дорога.
Населённые пункты вблизи водоёма отсутствуют.
Код объекта в государственном водном реестре — 02020000711102000003207.